# Yunnaedon
Yunnaedon is een geslacht van kevers uit de familie bladkevers (Chrysomelidae).
De wetenschappelijke naam van het geslacht werd in 2000 gepubliceerd door Daccordi & Medvedev.

## Soorten
- Yunnaedon pankui Daccordi & Medvedev, 2000